# Park Row Building
Park Row Building é um prédio de New York, em Manhattan.

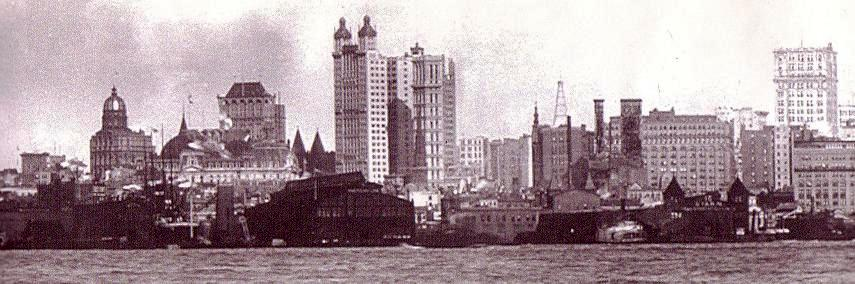
Manhattan em 1902. Park Row está no centro.

Foi projetado por R. H. Robertson.

## Galeria

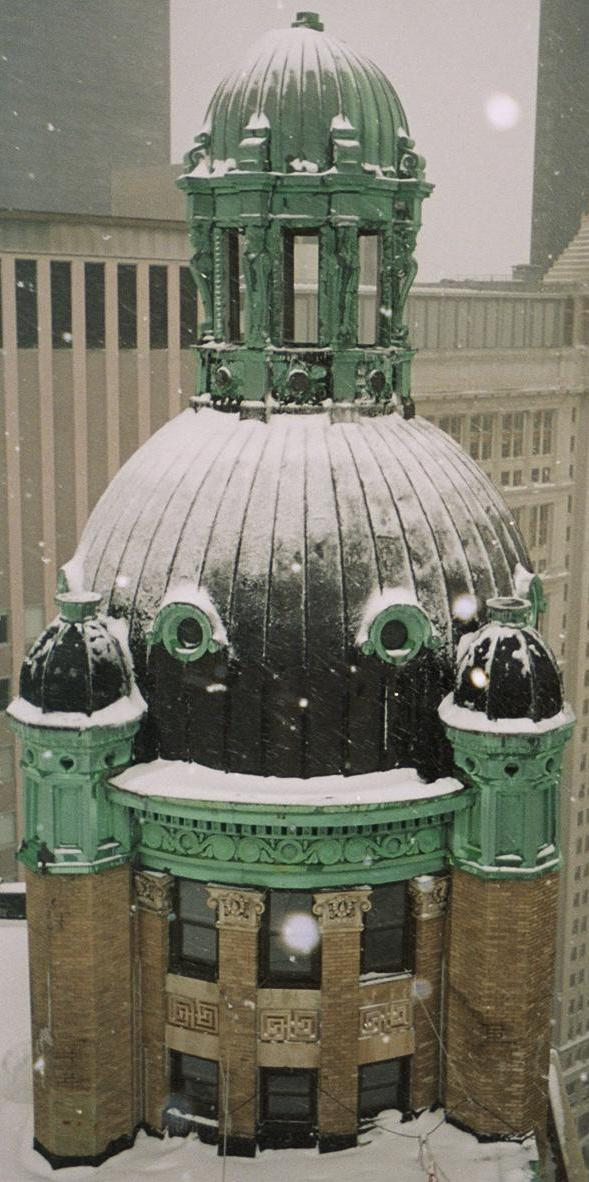
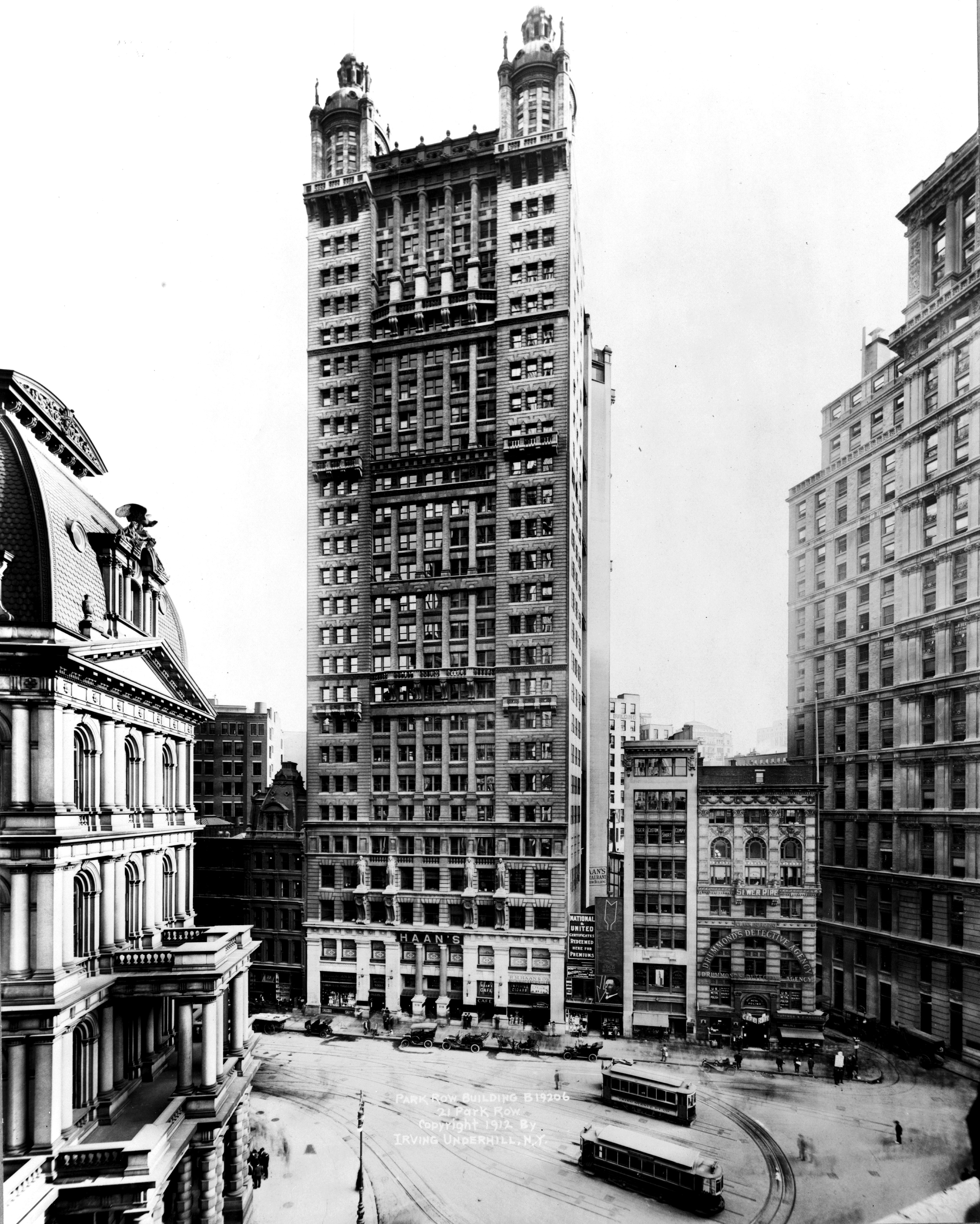
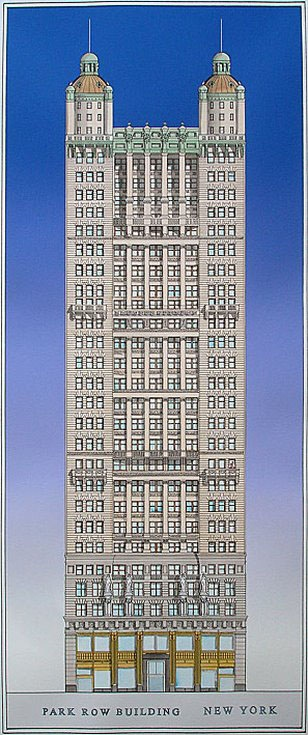
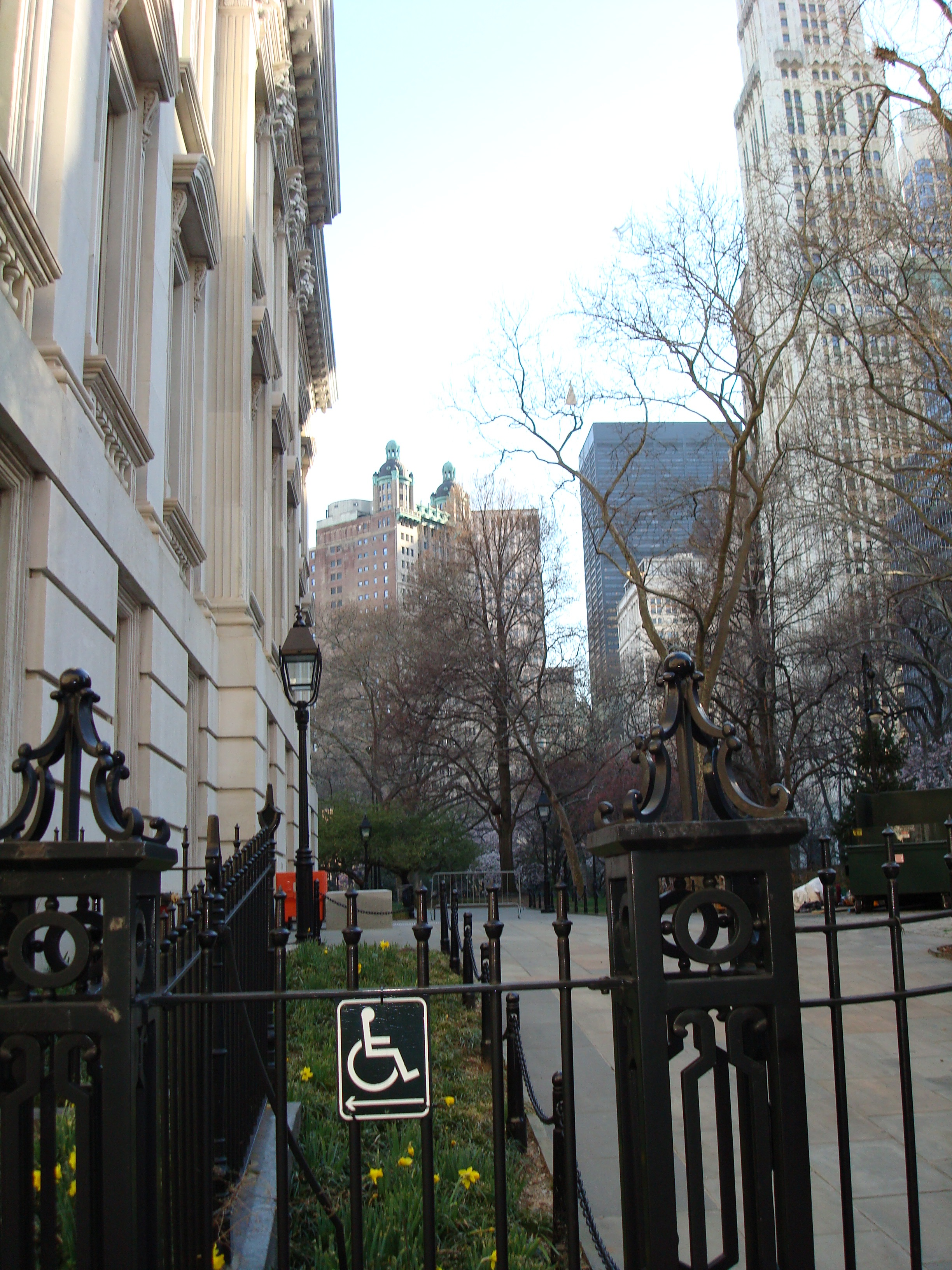